# Стойкань (Молдова)
Стойкань (рум. Stoicani) — село в Молдові у Сороцькому районі. Адміністративний центр однойменної комуни, до складу якої також входить село Солонец.